# 克利夫蘭鎮區 (堪薩斯州巴頓縣)
克利夫蘭鎮區（英語：Cleveland Township）為位在美國堪薩斯州巴頓縣的鎮區。2010年美国人口普查中該鎮區人口有42人。

## 地理
克利夫蘭鎮區涵蓋面積93.86平方（36.24平方英里），境內無城鎮設立。

### 墓園
根據美國地質調查局的資料，此鎮區僅有1座墓園：
- 貝塞爾墓園（Bethel Cemetery）

## 人口統計
根據2010年美國人口普查，克利夫蘭鎮區人口有42人，人口密度為0.45人/平方公里。種族方面，95.24%為白人；0%為非裔美洲人；2.38%為美洲原住民；0%為亞洲人；0%為太平洋島民；0%為其他種族；另外有2.38%為兩個或以上的種族。而西班牙裔美國人或拉丁美洲人佔該鎮區人口的4.76%。

## 外部連結
- US-Counties.com
- City-Data.com（页面存档备份，存于）